# Docteur Poison
 (avril 2025).
 (avril 2025).
- Si vous ne connaissez pas le sujet, laissez ce bandeau (vous pouvez alors contacter les auteurs).
- Si vous supprimez le contenu mis en cause (vous pouvez préalablement contacter les auteurs),

argumentez précisément cette suppression dans la page de discussion
(un manque de référence n'est pas un argument ; une recherche réelle de référence doit avoir été effectuée, être formellement documentée).
Docteur Poison est un personnage fictif féminin apparaissant dans les publications de DC Comics et dans les médias associés, généralement comme une adversaire récurrente de la super-héroïne Wonder Woman. Bioterroriste sadique au visage macabre, elle est apparue pour la première fois dans Sensation Comics #2 en 1942, bande dessinée écrite par le créateur de Wonder Woman William Moulton Marston et illustré par Harry G. Peter, et se distingue en tant que première super-vilaine costumée de Wonder Woman[source insuffisante].
La première incarnation, introduite en février 1942[source insuffisante], est la Princesse Maru, une savante japonaise[source insuffisante] malfaisante au service des forces de l’Axe durant la Seconde Guerre mondiale[source insuffisante]. Par la suite, le nom de Docteur Poison a été porté par d’autres personnages dans les comics, parfois présentés comme des descendants ou des successeurs de la première[source insuffisante].
L'une des incarnations les plus connues du grand public est Docteur Isabel Maru, souvent abrégée en Docteur Maru ou Dr. Maru, version modernisée de la Princesse Maru, interprétée par Elena Anaya dans le film Wonder Woman (2017), où elle développe un gaz mortel pour les armées allemandes pendant la Première Guerre mondiale[source insuffisante].
Bien que leurs identités puissent varier, toutes les versions du Docteur Poison partagent un même profil : celui d’une scientifique brillante et dangereuse, obsédée par les poisons et les armes de destruction.